# O'Fallon, Missouri
O'Fallon [oʊˈfælən] är en stad i Saint Charles County i Missouri. Orten har fått sitt namn efter järnvägsdirektören John O'Fallon. Enligt 2010 års folkräkning hade O'Fallon 79 329 invånare.

## Kända personer från O'Fallon
- Josh Sargent, fotbollsspelare